# Saffa (Syria)
Saffa (arab. صفة) – wieś w Syrii, w muhafazie Aleppo, w dystrykcie Dżabal Siman. W 2004 roku liczyła 442 mieszkańców.